# Weiberschlacht an der Roten Egg

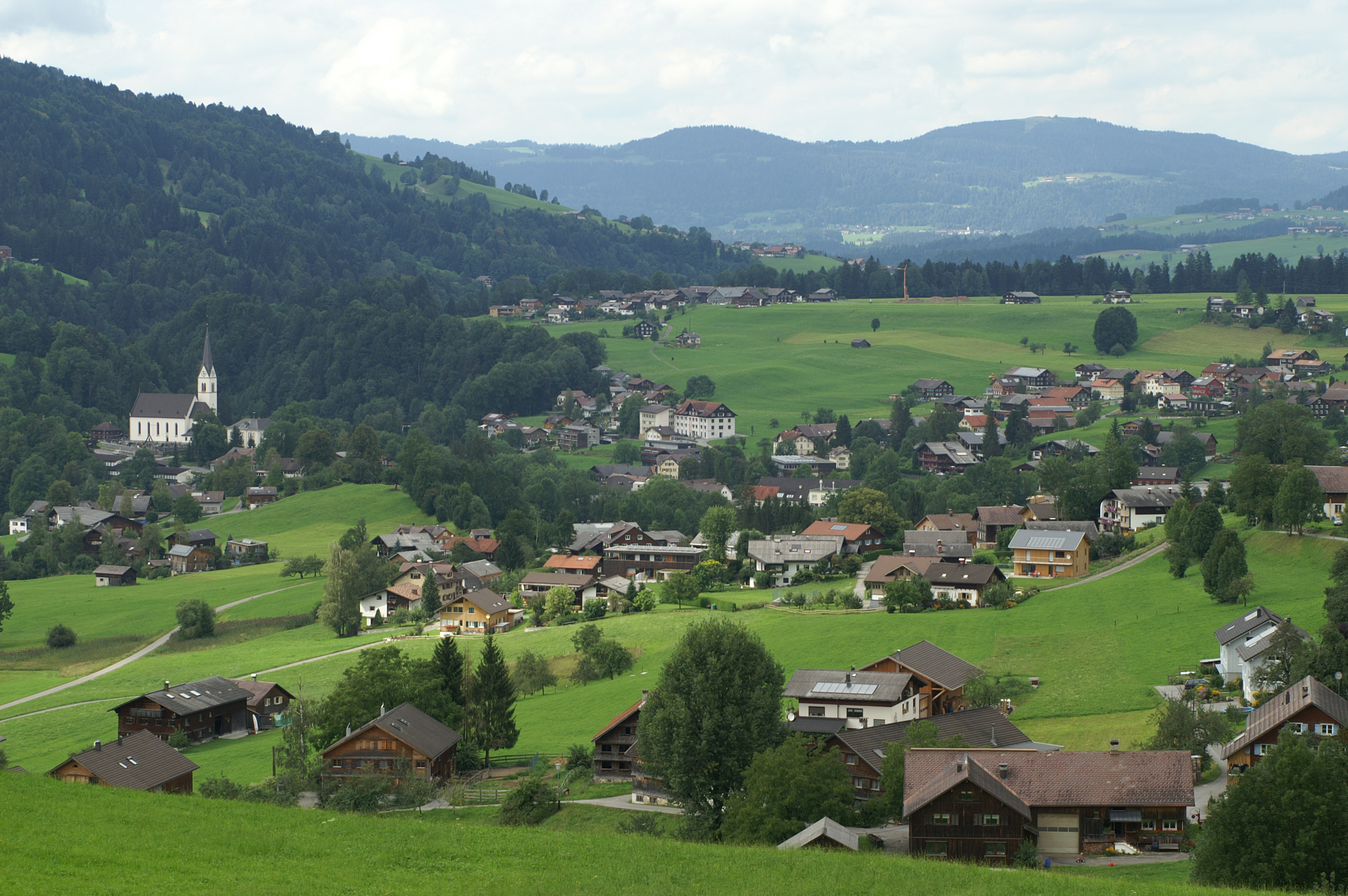
In dieser Gegend soll die „Weiberschlacht“ stattgefunden haben.

Die Weiberschlacht an der Roten Egg ist ein sagenhaftes Ereignis, das sich 1647, gegen Ende des Dreißigjährigen Krieges, in der Nähe von Egg zugetragen haben soll. Ein historischer Kern dieser Sage wird zwar vermutet, ist aber nicht fassbar.
Nach der Eroberung von Bregenz und der Besetzung großer Teile Vorarlbergs durch schwedische Truppen unter Führung des Feldmarschalls Carl Gustaf Wrangel kam es durch marodierende Soldaten immer wieder zu Überfällen, Plünderungen und Vergewaltigungen. Als wieder eine Gruppe von Soldaten auf einem Plünderungszug unterwegs war, sollen sich ihnen weiß gekleidete Frauen aus Egg, Andelsbuch und Schwarzenberg, bewaffnet mit Sensen und Heugabeln entgegengestellt haben. Es soll ihnen gelungen sein, die Soldaten niederzumachen. Seitdem wird die nach dem Scharmützel blutgetränkte Flur am Fallenbach bei Egg die Rote Egg genannt. Die Frauen sollen nach der Schlacht ihre blutbefleckte weiße Tracht abgelegt und fortan nur mehr Schwarz getragen haben. Als Respektsbezeugung vor ihrer Tapferkeit gehen die Frauen in den genannten Gemeinden während der Heiligen Messe beim Opferrundgang um den Altar den Männern voran.
Erstmals berichtete 1818 der Lingenauer Kaplan Konrad Heuburger von dieser „Schlacht“; wenige Jahre später machte sie der aus Hittisau stammende Historiker Josef von Bergmann einem breiteren Publikum bekannt. Literarisch hat Wilhelm Karl Raabe dieses Ereignis in seiner historischen Erzählung Der Marsch nach Hause thematisiert.
Ein möglicher historischer Kern könnte nach Alois Niederstätter in der Vernichtung einiger schwedischer Trupps liegen, die von Lingenau aus versuchten, in den Hinteren Bregenzerwald, der sich mit einer „Brandsteuer“ von einer Besetzung freigekauft hatte, vorzudringen; Quellenbelege dafür fehlen jedoch. Der wesentlichste Zeitzeuge, der Mehrerauer Benediktinermönch und Prior von Lingenau, Franz Ransperg (1609–1670) erwähnt das Vorkommnis in seinem Vorarlberger Kriegsgeschichtsbuch nicht.